# House of Bluebird
House of Bluebird (en hangul, 파랑새의 집; romanización revisada, Parangsaeui jib) es una serie de televisión de Corea del Sur emitida originalmente durante 2015 y protagonizada por Lee Joon Hyuk, Chae Su Bin, Lee Sang Yeob y Kyung Soo-jin.
Fue emitida en su país de origen por KBS 2TV desde el 21 de febrero hasta el 9 de agosto de 2015, con una longitud de 50 episodios emitidos las tardes de cada sábados y domingos a las 19:55 (KST). Su inicio se vio retrasado debido al éxito del drama anterior, titulada «¿Qué pasa con mi familia?» que alcanzó cuotas superiores al 40 % de audiencia.

## Argumento
En el vástago de una antigua familia rica tradicional, Kim Ji Wan creció un huérfano criado por su madrastra y su abuela, cuando su padre murió y su familia perdió su fortuna. Para mantenerlos, Ji Wan se traga su orgullo y utiliza el nepotismo para unirse Nuga Global, una empresa multinacional de aparatos médicos.
Ji Wan es inicialmente agradecido cuando Jang Tae Soo, CEO de Nuga y un amigo de su difunto padre, lo lleva a su equipo de trabajo. Como la vida de la familia de Ji Wan y de Tae Soo cruza por diferentes secretos ocultos de largo de su vida, por ejemplo la forma en murió el padre de Jiwan y como llegó a perder su fortuna, comienzan a desmoronarse. Desesperado por proteger el negocio y la reputación que ha construido Tae Soo, utiliza un secreto que la madrastra de Ji Wan ha mantenido guardado de él y su abuela.

## Reparto

### Principal
- Lee Joon Hyuk como Kim ki Wan.[4]
- Chae Soo Bin como Han Eun Soo.
- Lee Sang Yeob como Jang Hyun Do.
- Kyung Soo-jin como Kang Young Joo.

### Secundario
Familia de Ji Wan y Eun Soo
- Choi Myung Gil como Han Seon Hui.
- Jeong Jae Soon como Lee Jin Yi.
- Kim Jung Hak como Kim Sang Joon.

Familia de Hyun Do
- Chun Ho-jin como Jang Tae-soo.
- Lee Hye Sook como Jung Soo Kyung.

Familia de Young Joo
- Song Wok Sook como Oh Min Ja.
- Jung Won Joong como Kang Jae Chul.

### Otros
- Eom Hyun Kyung como Seo Mi Jin.
- Kim Hye Sun como Lee Jung Ae.
- Mi Sang como Choi Kang Doo.
- Bang Eun Hee como Park Haeng Sook.
- Nam Kyung Eup como Shin Young Hwan.
- Ahn Doo Ho.
- Goo Ja Mi.
- Yoo Seung Bong como Gerente.
- Jung Jin como Go Jang Soo.
- Go Kyu Pil.
- Son Jin Hwan.
- Lee Il Sup.
- Kim Ji Eun como Secretaria.
- Oh Yong como Líder Yoon.
- Won Jong Rye.
- Lee Joo Oh como Park Joo Ri.
- Han Chul Oh.
- Son Sun Geun.
- Choi Do Youp.
- Kwon Hyuk Sang.
- Wok Joo Ri.
- Sung In Ja.
- Yang Dae-hyuk como un mesero.
- Lee Jung Hyuk como Yoo Min.
- Jung Young Ki.
- Han Min como Bae Da Jung.
- Lee Do Yoon.
- Jung Ho.
- Yoo In Suk.
- Lee Jae Wook como Líder Song.
- Jung Ah Mi como Park Sa Mo.
- Ra Kyung Deok.
- Yoo Jae-myung como Líder del departamento Im.
- Kim Seung Hoon como Cha Dae Ri.
- Seo Bo Ik.
- Pan Hye Ra.
- Kim Sang Il.
- Kim Kwang Tae.
- Min Woo Ki.
- Ha Yun Woo como Secretaria.
- Ryu Han-bi como Hye-ji.

Apariciones especiales
- Kim Tae Young.
- Kim Kwang In.
- Kim Seung Wook.
- Han Geu Lim.
- Jung Dong Kyu.
- Jun Hun Tae.

## Banda sonora
- Suki - «I Have A Dream»
- Cha Seung Min - «Meet»
- Hi.ni - «Happy Day»
- Yeon Kyu Sung - «Dream Of Bluebird»
- Rumble Fish - «Small Smile»
- Byun Jin Sub - «You To Me Again»
- Huh Gong - «Only You In The World»
- Diane - «I Love You»

## Recepción

### Audiencia
| Ep. #    | Fecha de emisión      | Share        | Share        | Share       | Share       |
| Ep. #    | Fecha de emisión      | TNmS Ratings | TNmS Ratings | AGB Nielsen | AGB Nielsen |
| Ep. #    | Fecha de emisión      | Nacional     | Seúl         | Nacional    | Seúl        |
| -------- | --------------------- | ------------ | ------------ | ----------- | ----------- |
| 1        | 21 de febrero de 2015 | 23.3 %       | 23.9 %       | 24.4 %      | 23.8 %      |
| 2        | 22 de febrero de 2015 | 26.6 %       | 27.6 %       | 26.3 %      | 26.6 %      |
| 3        | 28 de febrero de 2015 | 23.9 %       | 24.4 %       | 23.1 %      | 23.1 %      |
| 4        | 1 de marzo de 2015    | 24.7 %       | 25.8 %       | 26.0 %      | 26.3 %      |
| 5        | 7 de marzo de 2015    | 22.8 %       | 24.0 %       | 23.3 %      | 23.6 %      |
| 6        | 8 de marzo de 2015    | 25.5 %       | 27.0 %       | 26.2 %      | 26.5 %      |
| 7        | 14 de marzo de 2015   | 22.6 %       | 23.5 %       | 21.5 %      | 21.6 %      |
| 8        | 15 de marzo de 2015   | 26.0 %       | 27.0 %       | 25.7 %      | 26.2 %      |
| 9        | 21 de marzo de 2015   | 22.5 %       | 23.8 %       | 22.3 %      | 22.8 %      |
| 10       | 22 de marzo de 2015   | 25.5 %       | 27.5 %       | 25.4 %      | 25.7 %      |
| 11       | 28 de marzo de 2015   | 23.8 %       | 23.4 %       | 23.0 %      | 23.6 %      |
| 12       | 29 de marzo de 2015   | 26.1 %       | 26.8 %       | 26.6 %      | 27.7 %      |
| 13       | 4 de abril de 2015    | 23.8 %       | 23.4 %       | 23.5 %      | 23.6 %      |
| 14       | 5 de abril de 2015    | 26.1 %       | 26.2 %       | 25.2 %      | 25.4 %      |
| 15       | 11 de abril de 2015   | 22.7 %       | 22.3 %       | 20.6 %      | 20.8 %      |
| 16       | 12 de abril de 2015   | 27.0 %       | 27.2 %       | 25.4 %      | 25.9 %      |
| 17       | 18 de abril de 2015   | 22.7 %       | 21.6 %       | 23.0 %      | 23.9 %      |
| 18       | 19 de abril de 2015   | 27.2 %       | 27.7 %       | 27.0 %      | 28.3 %      |
| 19       | 25 de abril de 2015   | 21.3 %       | 20.5 %       | 19.7 %      | 19.8 %      |
| 20       | 26 de abril de 2015   | 26.4 %       | 26.8 %       | 23.9 %      | 24.0 %      |
| 21       | 2 de mayo de 2015     | 23.3 %       | 23.9 %       | 20.1 %      | 21.0 %      |
| 22       | 3 de mayo de 2015     | 26.6 %       | 26.4 %       | 24.3 %      | 23.8 %      |
| 23       | 9 de mayo de 2015     | 22.1 %       | 21.9 %       | 20.1 %      | 20.6 %      |
| 24       | 10 de mayo de 2015    | 25.7 %       | 24.9 %       | 25.5 %      | 26.4 %      |
| 25       | 16 de mayo de 2015    | 22.4 %       | 23.4 %       | 19.9 %      | 20.0 %      |
| 26       | 17 de mayo de 2015    | 23.6 %       | 23.5 %       | 23.5 %      | 23.8 %      |
| 27       | 23 de mayo de 2015    | 22.8 %       | 22.8 %       | 20.3 %      | 20.7 %      |
| 28       | 24 de mayo de 2015    | 24.5 %       | 24.4 %       | 22.8 %      | 23.7 %      |
| 29       | 30 de mayo de 2015    | 22.8 %       | 22.1 %       | 21.3 %      | 21.3 %      |
| 30       | 31 de mayo de 2015    | 25.4 %       | 26.2 %       | 24.2 %      | 25.4 %      |
| 31       | 6 de junio de 2015    | 21.6 %       | 21.4 %       | 21.3 %      | 21.6 %      |
| 32       | 7 de junio de 2015    | 24.2 %       | 24.4 %       | 23.1 %      | 23.8 %      |
| 33       | 13 de junio de 2015   | 23.6 %       | 24.0 %       | 21.7 %      | 22.4 %      |
| 34       | 14 de junio de 2015   | 25.1 %       | 24.7 %       | 25.4 %      | 25.4 %      |
| 35       | 20 de junio de 2015   | 24.5 %       | 23.4 %       | 23.6 %      | 24.0 %      |
| 36       | 21 de junio de 2015   | 25.6 %       | 24.7 %       | 23.7 %      | 24.1 %      |
| 37       | 27 de junio de 2015   | 22.2 %       | 21.1 %       | 21.6 %      | 21.6 %      |
| 38       | 28 de junio de 2015   | 26.8 %       | 26.9 %       | 26.3 %      | 26.9 %      |
| 39       | 4 de julio de 2015    | 22.6 %       | 23.1 %       | 21.4 %      | 21.5 %      |
| 40       | 5 de julio de 2015    | 27.2 %       | 26.7℅        | 25.4 %      | 25.1 %      |
| 41       | 11 de julio de 2015   | 23.5 %       | 22.4 %       | 22.7 %      | 22.9 %      |
| 42       | 12 de julio de 2015   | 28.7 %       | 27.0 %       | 27.4 %      | 28.1 %      |
| 43       | 18 de julio de 2015   | 22.3 %       | 22.8 %       | 22.4 %      | 22.2 %      |
| 44       | 19 de julio de 2015   | 25.2 %       | 24.8 %       | 26.4 %      | 27.0 %      |
| 45       | 25 de julio de 2015   | 23.3 %       | 23.8 %       | 22.6 %      | 22.7 %      |
| 46       | 26 de julio de 2015   | 25.5 %       | 26.4 %       | 27.3 %      | 26.5 %      |
| 47       | 1 de agosto de 2015   | 21.6 %       | 22.6 %       | 21.7 %      | 21.3 %      |
| 48       | 2 de agosto de 2015   | 24.1 %       | 23.3 %       | 25.8 %      | 26.3 %      |
| 49       | 8 de agosto de 2015   | 21.3 %       | 21.3 %       | 22.4 %      | 22.4 %      |
| 50       | 9 de agosto de 2015   | 24.6 %       | 23.5 %       | 27.5 %      | 27.0 %      |
| Promedio | Promedio              | 24.2 %       | 24.3 %       | 23.6 %      | 23.9 %      |

## Premios y nominaciones
| Año  | Premio                 | Categoría                                    | Nominado       | Resultado |
| ---- | ---------------------- | -------------------------------------------- | -------------- | --------- |
| 2015 | 8th Korea Drama Awards | Mejor nueva actriz                           | Chae Soo Bin   | Nominado  |
| 2015 | 4th APAN Star Awards   | Mejor nueva actriz                           | Chae Soo Bin   | Ganador   |
| 2015 | 29th KBS Drama Awards  | Mejor nueva actriz                           | Chae Soo Bin   | Ganador   |
| 2015 | 29th KBS Drama Awards  | Mejor actriz secundaria                      | Uhm Hyun Kyung | Ganador   |
| 2015 | 29th KBS Drama Awards  | Premio a la excelencia en una serie de drama | Lee Joon Hyuk  | Nominado  |
| 2015 | 29th KBS Drama Awards  | Premio a la excelencia en una serie de drama | Kyung Soo Jin  | Nominado  |
| 2015 | 29th KBS Drama Awards  | Premio a la excelencia en una serie de drama | Choi Myung Gil | Nominado  |

## Emisión internacional
- Hong Kong: TVB Korean Drama (16 de noviembre de 2015 ~ 22 de enero de 2016).